# 西郷直樹
西郷 直樹（さいごう なおき、1978年 - ）は日本の競技かるた選手（六段）。永世名人称号を持つ。
名人戦の通算獲得数14期は、歴代最多である。

## 来歴
- 大分県で出生。大分県立大分南高等学校卒業後、早稲田大学教育学部に進学し、早稲田大学かるた会に所属。1999年、当時大学3年生で出場した百人一首競技かるた名人戦で史上最年少名人となる。以後、2012年まで史上最長となる14期連続での名人位防衛を果たした。
- 2012年10月、2013年度の名人戦への出場辞退を表明。これにより、2013年の名人戦は東西の代表により争われるとともに、連続名人位在位記録は14年で途絶えることとなった。
- 2011年現在、アサヒビール人事部勤務。